# 札幌市立北白石中学校
札幌市立北白石中学校（さっぽろしりつきたしろいしちゅうがっこう）は、北海道札幌市白石区北郷6条3丁目5番1号にある公立の中学校である。校名は白石区白石地区の北部の意から。
札幌市立北白石小学校が隣接する。2012年に新校舎になり北白石小学校と同じ建物になった。
職業体験をテーマに、総合的な学習の時間を使い、1年生は職場訪問、2年生は職業体験活動をしている。協力企業・施設はのべ100以上事業所にのぼる。

## 教育目標
気づき 考え 行動する生徒
1. 生命を尊び、自他ともに愛する人間性にみちた生徒 （徳)
2. 豊かな創造力と確かな実践力をもった生徒 （知）
3. 働く喜びと郷土を愛する心をもった生徒 （情）
4. 強い意志と強靭な身体をもち、困難に耐える生徒 （体）

## 沿革
- 1970年（昭和45年）
  - 8月22日 - 校名を「札幌市立北白石中学校｣と定める。
  - 10月1日 - 初代鷲岡 彰校長、清水 一夫教頭発令。
  - 11月26日 - 校章正式決定。
  - 12月24日 - 開校式・祝賀会を開催。札幌市立白石中学校及び札幌市立柏丘中学校より1年生194名、2年生200名、計394名）が移籍
- 1979年（昭和54年）
  - 3月24日 - 札幌市立北都中学校新設により一部生徒（1年・2年96名）が移る。
- 1987年（昭和62年）
  - 3月26日 - 札幌市立米里中学校新設により一部生徒（1年、2年90名）が移る。
- 2012年（平成24年）
  - 校舎改築工事完成。隣接する札幌市立北白石小学校と合築建替で一体校舎となる。[2]　
  - 11月1日 - 開校記念日を11月1日に変更
- 2014年（平成26年）
  - 1月15日 - 新校舎附帯工事完了

## 行事
- 4月　入学式、新入生歓迎会
- 5月　口腔検査、避難訓練
- 6月　宿泊学習（2年）、修学旅行（3年）
- 7月　中学校体育の日、期末懇談（3年）、1学期終業式
- 8月　2学期始業式
- 9月　陸上競技大会
- 10月　合唱コンクール
- 11月　授業参観、開校記念日
- 12月　期末懇談会、2学期終業式
- 1月　3学期始業式
- 2月　私立高校入試（A・B）
- 3月　公立高校入試、卒業式

## 部活動

### 体育系
- 女子バレーボール部
- 男子バスケットボール部
- 女子バスケットボール部
- 男子バドミントン部
- 女子バドミントン部
- 卓球部
- 野球部
- 柔道部
- 剣道部
- 陸上部
- サッカー部
- ソフトテニス部

### 文化系
- 吹奏楽部
  - 東日本学校吹奏楽大会 銀賞 - 2004年
  - 北海道吹奏楽コンクール B編成 金賞 - 2004年
  - 北海道吹奏楽コンクール A編成 銀賞 - 2005年
  - 全日本吹奏楽コンクール札幌地区大会 A編成 金賞 - 2008年、2006年、2005年、2004年
  - 全日本吹奏楽コンクール札幌地区大会 A編成 銀賞 -2007年

新しく
＊美術部
＊演劇部
ができた

### その他の活動
学校で練習していない中体連などの大会に参加ができる部活動
- 水泳
- スキー
- 体操

## 通学区域
- 米里2条4丁目
- 北郷1条2丁目 - 北郷1条7丁目
- 北郷2条2丁目 - 北郷2条7丁目
- 北郷3条2丁目 - 北郷3条7丁目
- 北郷3条8丁目(1番4号から26まで･2番から5番まで)
- 北郷3条9丁目(1番1号から11号まで・36号から42号まで･4番から7番まで)：札幌市立柏丘中学校と選択できる指定変更区域
- 北郷3条10丁目(1番･2番1号から29号まで･33号から36号まで･3番3号から35号まで)
- 北郷4条2丁目(1番･5番から17番まで)
- 北郷4条3丁目 - 北郷4条10丁目
- 北郷5条3丁目 - 北郷5条10丁目
- 北郷6条3丁目 - 北郷6条4丁目
- 北郷6条7丁目 - 北郷6条10丁目
- 北郷7条3丁目 - 北郷7条4丁目
- 北郷7条7丁目 - 北郷7条10丁目
- 北郷8条3丁目 - 北郷8条4丁目
- 北郷8条7丁目 - 北郷8条10丁目
- 北郷9条3丁目
- 北郷9条7丁目 - 北郷9条9丁目
- 北郷（番地）

## 進学前小学校
- 札幌市立北白石小学校
- 札幌市立北郷小学校
- 札幌市立川北小学校

## 交通
- JR 白石駅(函館本線･千歳線)徒歩18分
- バス停 (500m以内)
  - 北白石中学校
    - 55 白石本線
    - 白23 北郷線
    - 白23 北郷線（白稜高校行き）

  - 北郷5条4丁目
    - 57 北郷本線

  - 北郷5条3丁目
    - 2北郷

## 著名な卒業生
- 斎藤制剛 - 柔道選手
- 斎藤順道 - 柔道選手
- 千葉涼平 - ダンスユニット『w-inds.』のリーダー。ダンス、ラップ、コーラスを担当。
- 増子直純 - ミュージシャン（怒髪天）
- 増子真二 - ミュージシャン（DMBQ）
- 渡邊絢子 - バレーボール選手（元NECレッドロケッツ）

## 所在地
- 〒003-0836 北海道札幌市白石区北郷6条3丁目5番1号
  - 北緯43度03分52.5秒 東経141度25分8.5秒 / 北緯43.064583度 東経141.419028度